# Жоньї
Жоньї (фр. Jongny) — громада в Швейцарії в кантоні Во, округ Рів'єра-Пеї-д'Ано.

## Географія
Громада розташована на відстані близько 70 км на південний захід від Берна, 18 км на схід від Лозанни.
Жоньї має площу 2,2 км², з яких на 28,7 % дозволяється будівництво (житлове та будівництво доріг), 49,1 % використовуються в сільськогосподарських цілях, 21,8 % зайнято лісами, 0,5 % не є продуктивними (річки, льодовики або гори).

## Демографія
2019 року в громаді мешкало 1543 особи (+8,4 % порівняно з 2010 роком), іноземців було 23,2 %. Густота населення становила 714 осіб/км².
За віковим діапазоном населення розподілялося таким чином: 21,8 % — особи молодші 20 років, 57,9 % — особи у віці 20—64 років, 20,3 % — особи у віці 65 років та старші. Було 626 помешкань (у середньому 2,4 особи в помешканні).
Із загальної кількості 219 працюючих 13 було зайнятих в первинному секторі, 10 — в обробній промисловості, 196 — в галузі послуг.